# Écriture soyombo
L'écriture soyombo (en mongol cyrillique : Соёмбо бичиг ; translittération : soyombo bichig) est un alphasyllabaire développé par Öndör Gegeen Zanabazar (chef spirituel du bouddhisme tibétain des Khalkhas en Mongolie extérieure) en 1686 pour écrire le mongol. Il peut aussi être utilisé pour écrire le tibétain et le sanskrit.
Le terme soyombo provient du terme sanskrit Svayambhu « créé indépendamment ».
Un des caractères de cette écriture, le symbole Soyombo, est le symbole national de Mongolie et figure sur le drapeau depuis la révolution mongole de 1921, sur le blason depuis 1922, de même que sur les pièces, timbres, etc.

## Création
L'écriture soyombo est le quatrième système d'écriture mongol, et est créée après l'invention de l'écriture claire par Zanabazar en 1686.
La légende veut que Zanabazar ait vu une nuit des signes ressemblant à des lettres dans le ciel. Il convertit ensuite ces signes en un nouveau système d'écriture.
Le nom de l'écriture se réfère à cette histoire ; Soyombo dérive du sanskrit svayambhu qui signifie « créé à partir de lui-même ».
En réalité, le système syllabique est basé sur l'écriture Devanagari, tandis que la forme de base des lettres vient de l'écriture ranjana, népalaise. Les détails des caractères individuels ressemblent à l'alphabet mongol traditionnel, et à l'écriture Orkhon. On ne sait pas si Zanabazar a réellement créé l'écriture par lui-même ou si ce système existait déjà avant.
Cette écriture ne doit pas être confondue avec l'écriture zanabazar carrée (Zanabazarin Dörböljin Useg, Xewtee Dörböljin Bicig) dont le soyombo est également proche, et qui s'écrit également horizontalement.

## Usage

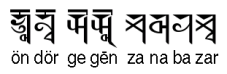
Exemple de combinaison syllabique

Les Mongols orientaux utilisaient cette écriture d'abord à des fins religieuses ou décoratives. Zanabazar et ses étudiants l'utilisèrent beaucoup pour traduire des textes bouddhistes depuis le sanskrit ou le tibétain. 
Cet alphabet étant trop compliqué pour être utilisé dans la vie de tous les jours[réf. nécessaire], il n'est quasiment plus employé de nos jours et on le trouve uniquement dans les inscriptions des temples ou des textes historiques. Cette écriture a cependant un intérêt pour la recherche linguistique, car elle reflète certains développements de la langue mongole, en particulier les voyelles allongées.

## Forme
L'écriture soyombo a été la première à être écrite horizontalement de gauche à droite, les systèmes précédents étant écrits verticalement, comme le chinois à cette époque ou l'alphabet ouïghour qui les inspira.
Comme le ranjana dont elle s'inspire, et d'autres écritures du nord de l'Inde, l'écriture Devanagari et ses dérivées (Tibétain, etc.), les symboles sont suspendus à une ligne horizontale virtuelle (voir figure).
Les deux variantes du symbole soyombo sont utilisées comme des caractères spéciaux marquant le début et la fin du texte. Deux de ses éléments (le triangle supérieur et le rectangle vertical droit) forment la trame de référence pour les autres caractères.
Dans cette référence, les syllabes sont écrites comme une combinaison de un à trois éléments (consonne ou voyelle [voyelle] [consonne]). La première consonne est placée en haut à droite de la trame. La voyelle est indiquée par une marque en dessous de la trame (à l'exception de u et ü qui sont marquées au centre). Une deuxième consonne est représentée par une petite marque attaché à l'intérieur de la barre verticale, poussant le u ou ü vers la gauche si nécessaire.
Un crochet oblique sous la barre verticale indique une voyelle longue. Les diphtongues ai et au sont représentées par une ligne aux angles respectivement courbes ou droits à droite de la barre verticale.

## Alphabet

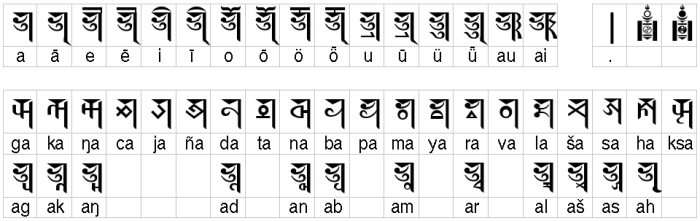
L'alphabet mongol dans l'écriture Soyombo. La ligne supérieure liste les voyelles, la ligne inférieure les consonnes.

Le premier caractère de cet alphabet représente une syllabe commençant avec un a court. Les syllabes commençant avec une autre voyelle sont construites en ajoutant la marque de la voyelle au symbole de base. Tous les autres caractères représentent des syllabes commençant par une consonne. Si aucune voyelle n'est indiquée, il s'agit toujours d'un a.
En principe les 20 consonnes et 14 voyelles peuvent créer presque 4 000 combinaisons mais elles n'apparaissent pas dans toutes dans les langues mongoles. Certains caractères supplémentaires sont utilisés pour transcrire des sons du tibétain ou du sanskrit.
En plus du symbole soyombo, le seul autre caractère de ponctuation est le point, représenté par une barre verticale. Dans les inscriptions, les mots sont aussi souvent séparés par un point à la même hauteur que le triangle supérieur.

## Unicode
L'écriture Soyombo est encodée depuis la version 10.0 d'Unicode dans le bloc de points de codes U+11A50 à U+11AAF.
Menksoft IME propose une alternative pour cette écriture.